# Niebla en agosto
Niebla en agosto (T.O.: Nebel im August) es una película alemana de 2016 dirigida por Kai Wessel basada en la novela homónima de 2008 escrita por Robert Domes. Narra la historia de Ernst, un niño yeniche que es internado en un psiquiátrico alemán durante la etapa de gobierno nazi debido a su conducta supuestamente desadaptada. Allí irá alcanzando conciencia de modo paulatino del programa de eutanasia que se aplicaba en los centros de salud mental del III Reich, e intentará escapar.

## Trasfondo y realización
Tanto la novela como la película se basan en hechos reales. La intención de Wessel era crear un relato fácil de entender en el que, sin entrar en el género documental, la autenticidad fuera uno de sus rasgos principales. De hecho, muchos de los extras son personas con discapacidad cuyas actuaciones sorprenden.
Ernst Lossa —representado en la película por Ivo Pietzcker (Jack, 2014)— nació en noviembre de 1929 y fue asesinado en agosto de 1944, en el hospital psiquiátrico Kaufbeuren. Su madre había fallecido cuando él tenía cinco años, y su padre fue recluido tres años después en el campo de concentración de Dachau. Ernst fue separado de sus dos hermanas e ingresado en un correccional, pero su carácter rebelde y su origen étnico hacen que sea calificado como inadaptado y derivado a un psiquiátrico, donde desarrolla conductas prosociales hacia los demás pacientes.
Ernst tenía 14 años cuando le ejecutaron. Como se informa en los créditos finales, su muerte fue llevada a juicio tras la caída del nazismo, pero no se pudo probar la autoría del crimen, siendo condenadas varias personas a penas relativamente breves.

## Premios
| Premio                                         | Categoría                                   | Resultado |
| ---------------------------------------------- | ------------------------------------------- | --------- |
| German Film Award                              | Mejor Película de 2016                      | Ganadora  |
| Bavarian Film Award                            | Mejor Director                              | Ganador   |
| The German Cinema Award for Peace - The Bridge | National Main Prize                         | Ganador   |
| Premios del Cine Alemán                        | Mejor actriz secundaria (Fritzi Haberlandt) | Ganadora  |